# Saint-Hilaire-du-Bois (Maine-et-Loire)
Saint-Hilaire-du-Bois is een plaats en voormalige gemeente in het Franse departement Maine-et-Loire in de regio Pays de la Loire en telt 4092 inwoners (2004). De plaats maakt deel uit van het arrondissement Saumur.

## Geschiedenis
In 1974 werden de gemeenten Saint-Hilaire-du-Bois en Le Voide opgeheven en communes associées van Vihiers. Op 1 januari 2016 werd de gemeente Vihiers opgenomen op die dag gevormde commune nouvelle Lys-Haut-Layon. Saint-Hilaire-du-Bois en Le Voide werden samen met Vihiers en de andere zes fusiegemeenten communes déléguées van Lys-Haut-Layon.